# Oscar David Romero
Oscar David Romero Fernández (Bogotá, Cundinamarca, Colombia; 7 de junio de 1993) es un futbolista colombiano, Juega de delantero.

## Clubes y estadísticas
Actualizado el 18 de agosto de 2015.
| Club                    | Temporada           | Primera A | Primera A | Primera B | Primera B | Copa Colombia | Copa Colombia | Total | Total |
| Club                    | Temporada           | Part.     | Goles     | Part.     | Goles     | Part.         | Goles         | Part. | Goles |
| Expreso Rojo · Colombia | 2011                | –         | –         | 3         | 0         | 2             | 0             | 3     | 0     |
| Expreso Rojo · Colombia | 2012                | –         | –         | 31        | 2         | 6             | 1             | 37    | 3     |
| Expreso Rojo · Colombia | 2013                | –         | –         | 14        | 0         | 4             | 0             | 18    | 0     |
| Expreso Rojo · Colombia | 2015                | –         | –         | –         | –         | –             | –             | –     | –     |
| Total en su carrera     | Total en su carrera | –         | –         | 48        | 2         | 12            | 1             | 58    | 3     |

Ha pasado por varios clubes reconocidos como jugador en, Caterpillar, Santa Fe, expresó rojo y otros
Y como entrenador en, dinhos y actualmente kadima
Actual entrenador de kadima fc, profesional en cultura física , recreación y deporte,